# Slatuinenweg

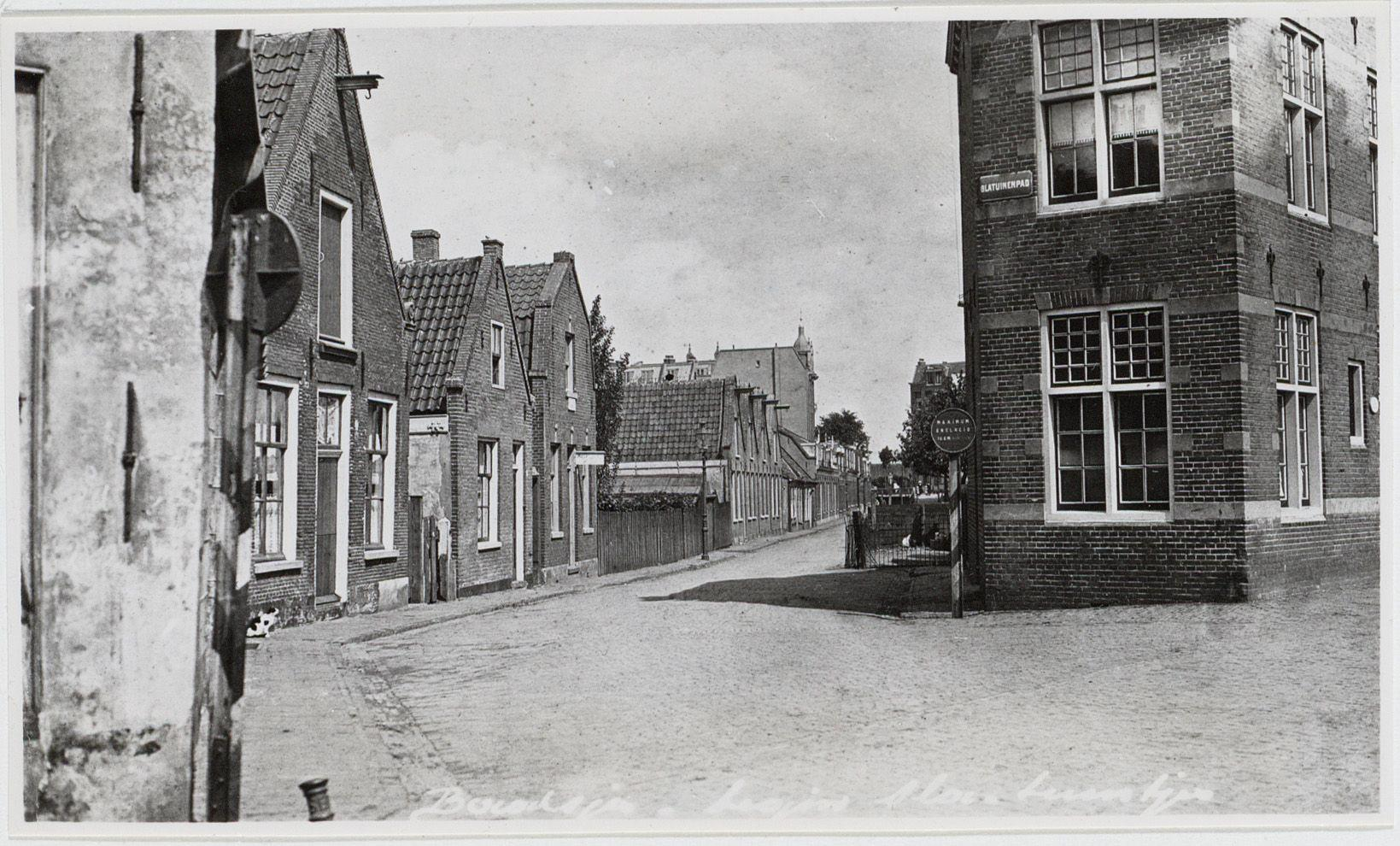
De Slatuinenweg gezien vanaf de Baarsjesweg. Rechts het oude politieposthuis en brandweerpost, Baarsjesweg 136, circa 1910.

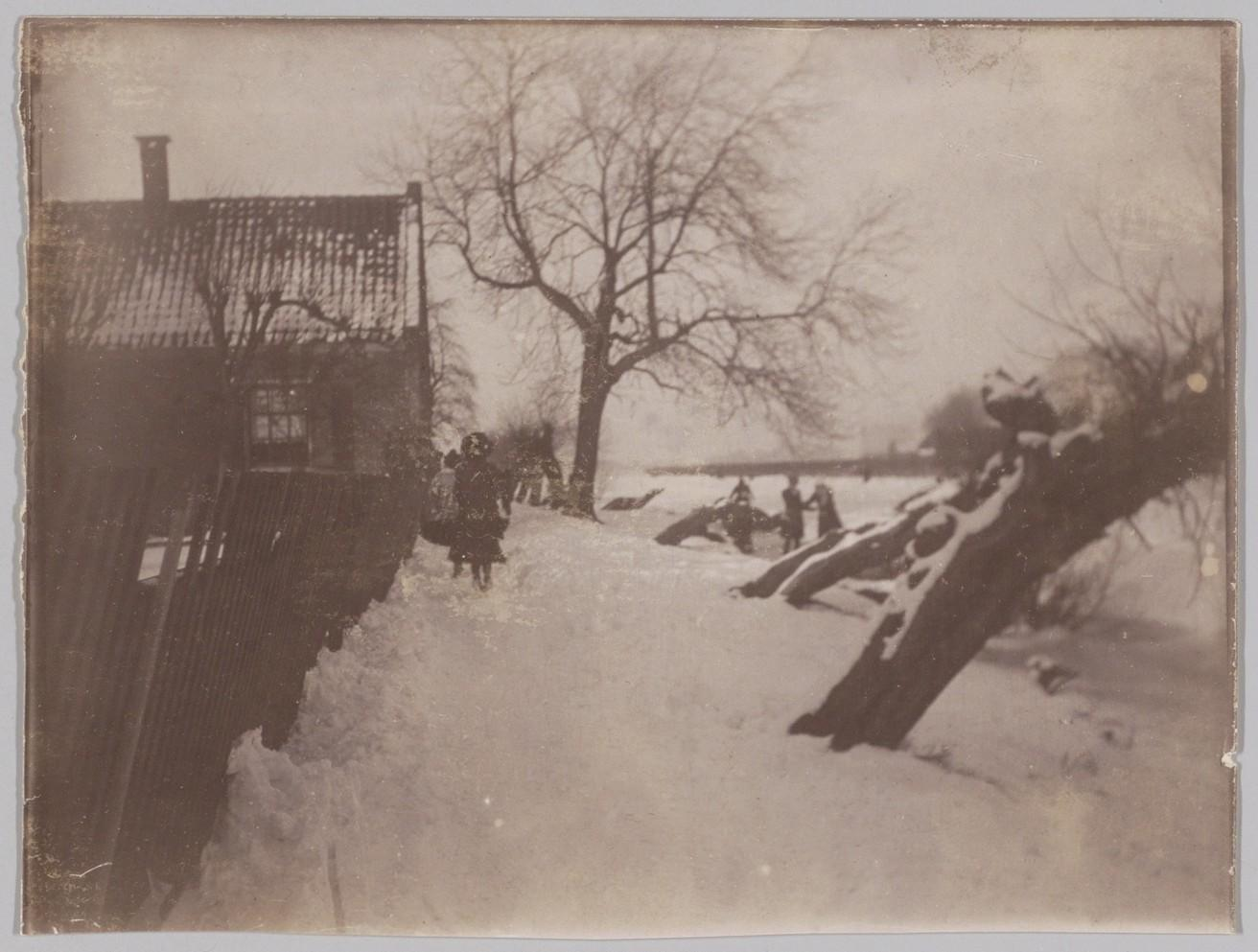
Het vroegere Slatuinenpad; 1909.

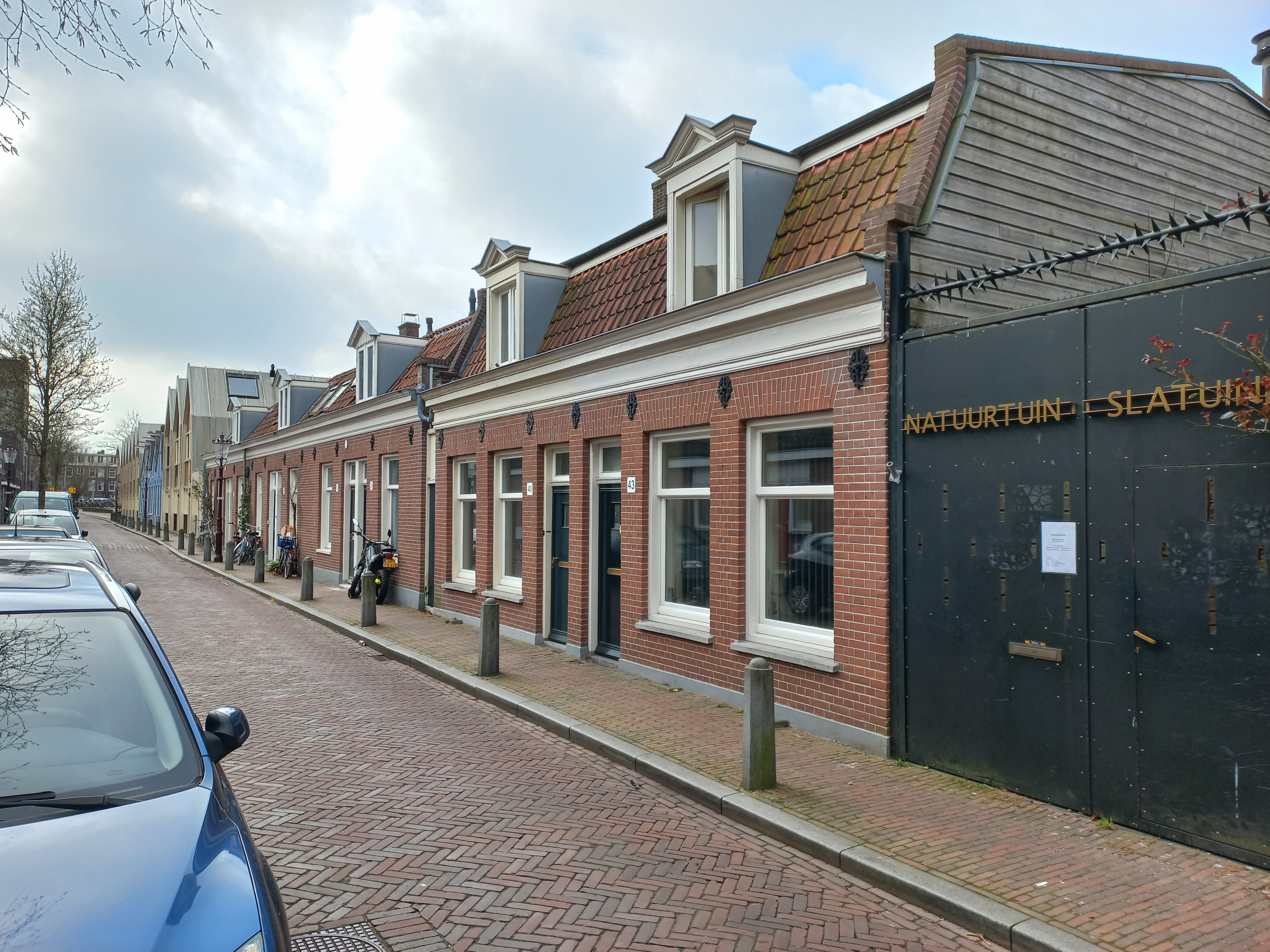
Arbeiderswoningen uit 1895 aan de Slatuinenweg; maart 2022.

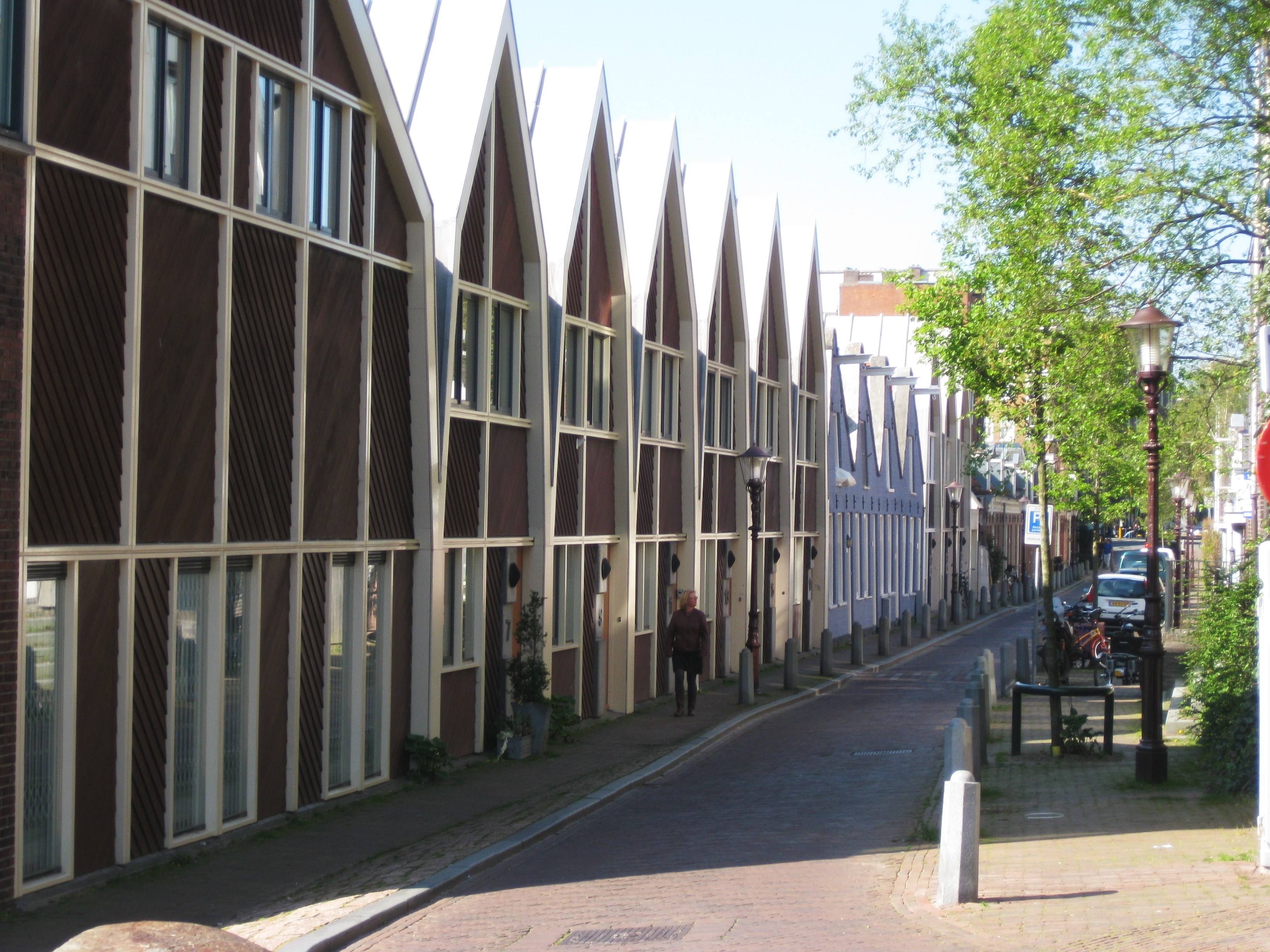
Slatuinenweg in 2014, nieuwbouw van Marlies Rohmer naast paarse oudbouw.

De Slatuinenweg is een straat in Amsterdam-West in de wijk de Baarsjes.

## Geschiedenis en ligging
De omgeving van de Slatuinenweg ligt was eeuwenlang agrarisch gebied in de voormalige gemeente Sloten. Vanaf 1675 was er een voetpad (kerkepad) vanaf de buurtschap De Baarsjes, door de Baarsjespolder naar de Pertruskerk in Sloterdijk. Het pad liep te midden van warmoezenierstuinen (slatuinen) en werd daarom Slatuinenpad genoemd.
Tot in de jaren twintig van de 20e eeuw was het in landelijk gebied gelegen pad een geliefde wandelroute voor de stedelingen ten oosten de Kostverlorenvaart. Die sla werd overigens ook herkenbaar in de volkstaal; de dominee van de kerk kreeg de naam 'Drs. Kropsla’.
In de eerste jaren na 1900 was het gedaan met de rust. Als eerste teken van de oprukkende stad kwam in 1904 de trambaan richting Sloterdijk en Haarlem door de Baarsjespolder. Hier kwam in 1908 de Admiraal de Ruijterweg. De tram werd aangelegd op een hoger zandlichaam, terwijl het pad op polderniveau lag. Het grootste deel van het Slatuinen verdween vanaf 1927 voor de westelijke uitbreidingen van de stad, met onder andere de bouw van de wijk Landlust. De Willem de Zwijgerlaan volgt grotendeels de route van het vroegere Slatuinenpad.
Wat overbleef is een kort restant tussen de Baarsjesweg (genoemd naar De Baarsjes) en de Admiraal de Ruijterweg, De naam Slatuinenpad werd hier op 30 januari 1924 gewijzigd in Slatuinenweg. De inrichting van de straat, eigenlijk nog ter breedte van een pad, dateert nog uit de tijd van de gemeente Sloten. De straat ligt nog steeds op het lagere polderniveau dan de omliggende hogergelegen stadsbebouwing. Vanaf de Admiraal de Ruijterweg duikt de straat als het ware de diepte in.
Een overblijfsel uit vervlogen jaren is de Natuurtuin Slatuinen, die in 1991 haar naam kreeg. Sinds 1912 lag hier al een parkje, het Julianapark, daarna Wilhelminapark, later een kwekerij.
Voor plaatselijke Amsterdammers werd het straatje mede bekend door de vestiging van bouwbedrijf Jan Vet in de stompe hoek tussen Baarsjesweg en Slatuinenweg. Na jarenlang een relatief groot terrein gebruikt te hebben, vertrok het omstreeks 1994, waarna op deels op polder- en deels op stadsniveau het Kortenaerplein werd aangelegd.
De Slatuinenweg heeft één zijstraat (of beter een zijterrein): Keerweer.

## Bebouwing
De bebouwing langs de weg bestaat ook in de 21e eeuw grotendeels uit polderwoninkjes van één, hooguit twee bouwlagen. Nieuwe hoogbouw zou die huisjes volledig in de schaduw zetten. De aansluiting met de Admiraal de Ruijterweg leverde problemen op. Het laatste huis (nr. 65) sluit nauwelijks aan op eerste huis van de Admiraal de Ruijterweg. Er zijn meerdere opvallende gebouwen te vinden:
- arbeiderswoninkjes uit 1895 op Slatuinenweg 29-39: "eerste steen op 4 september 1895" (Hendrik Klomp, dan 3,5 jaar);
- op de scherpe hoek tussen Slatuinenweg en Baarsjesweg staat een reliek uit de Slotense periode, het oude politieposthuis en brandweerpost, Baarsjesweg 136, het enige gemeentelijk monument aan de weg.
- het voormalige industriecomplex van clichéfabriek Schnabel, ontworpen door Anton J. Joling uit circa 1912, al gebouwd op stadsniveau, als een soort dijkwoning;[2]
- nieuwbouw uit de periode na het vertrek van Jan Vet. Marlies Rohmer en haar kantoor met Theo Houtkoop, Peter van de Klugt en Rub Hulst ontwierpen geschakelde eengezinswoningen opgetrokken in houtskeletbouw onder een geknakt puntdak; de huisjes lijken daarbij op de oudere bebouwing maar zijn duidelijk te onderscheiden (onder andere Slatuinenweg 7-9 en 27);[3]

## Kunst
De weg is te kort en te smal voor kunst in de openbare ruimte. Echter, de aansluiting tussen de bebouwing aan de Slatuinenweg en de Admiraal De Ruijterweg hield van oudsher een opening in die bebouwing met daarbij op Slatuinenweg 63 een geheel blinde muur. In oktober 2021 werd die muur opgevrolijkt door een 4 bij 6 meter metende muurschildering met vogel (getiteld Abstract Bird) van Tim Rodermans in samenwerking met Roy Valk. Het werk is linksonder ondertekend.
Een geheel ander object is een splitskast van Pieter Lucas Marnette in de stijl van de Amsterdamse School bij de kruising met de Baarsjesweg.

## Afbeeldingen

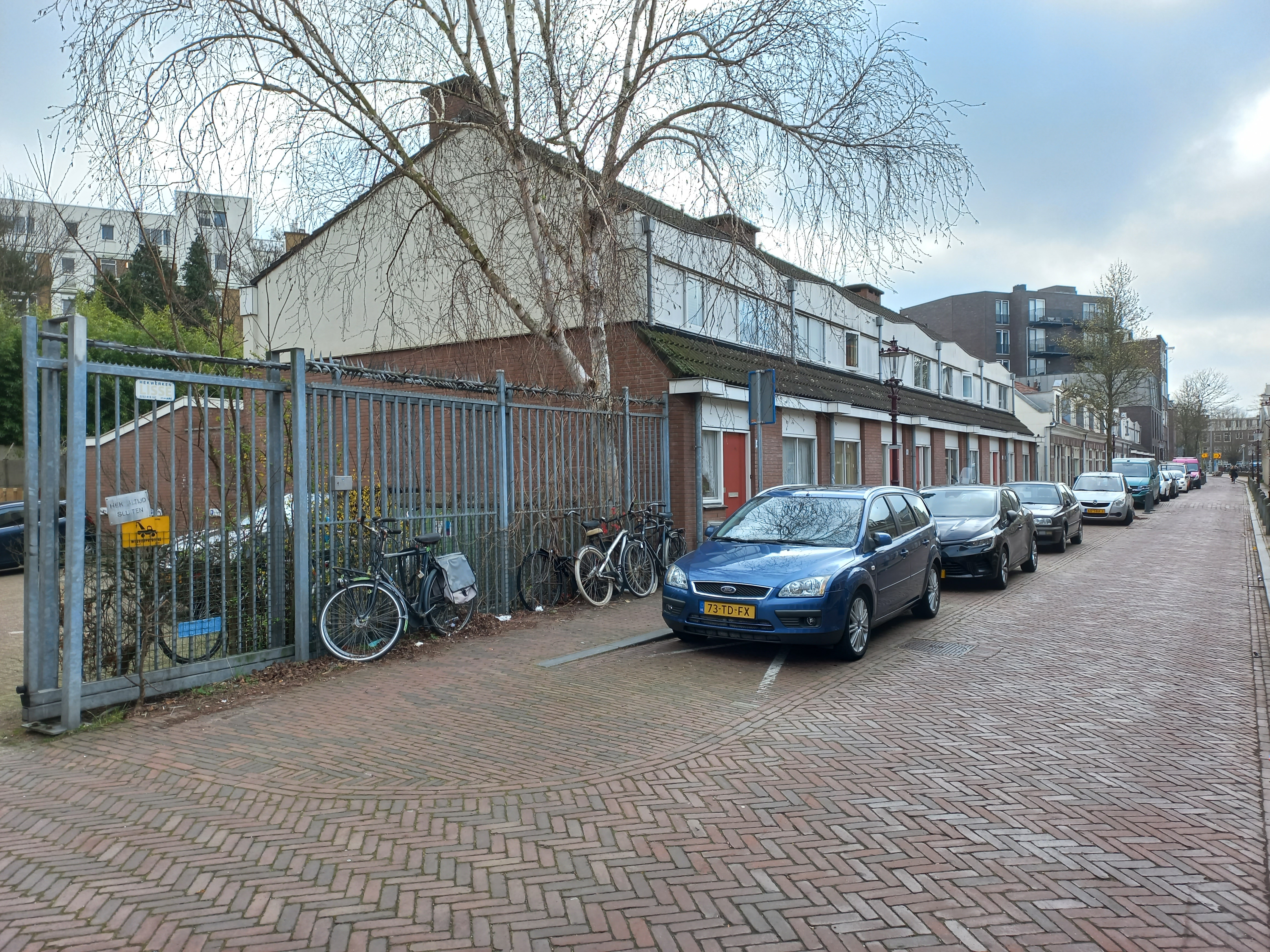
Arbeiderswoninkjes (maart 2022)
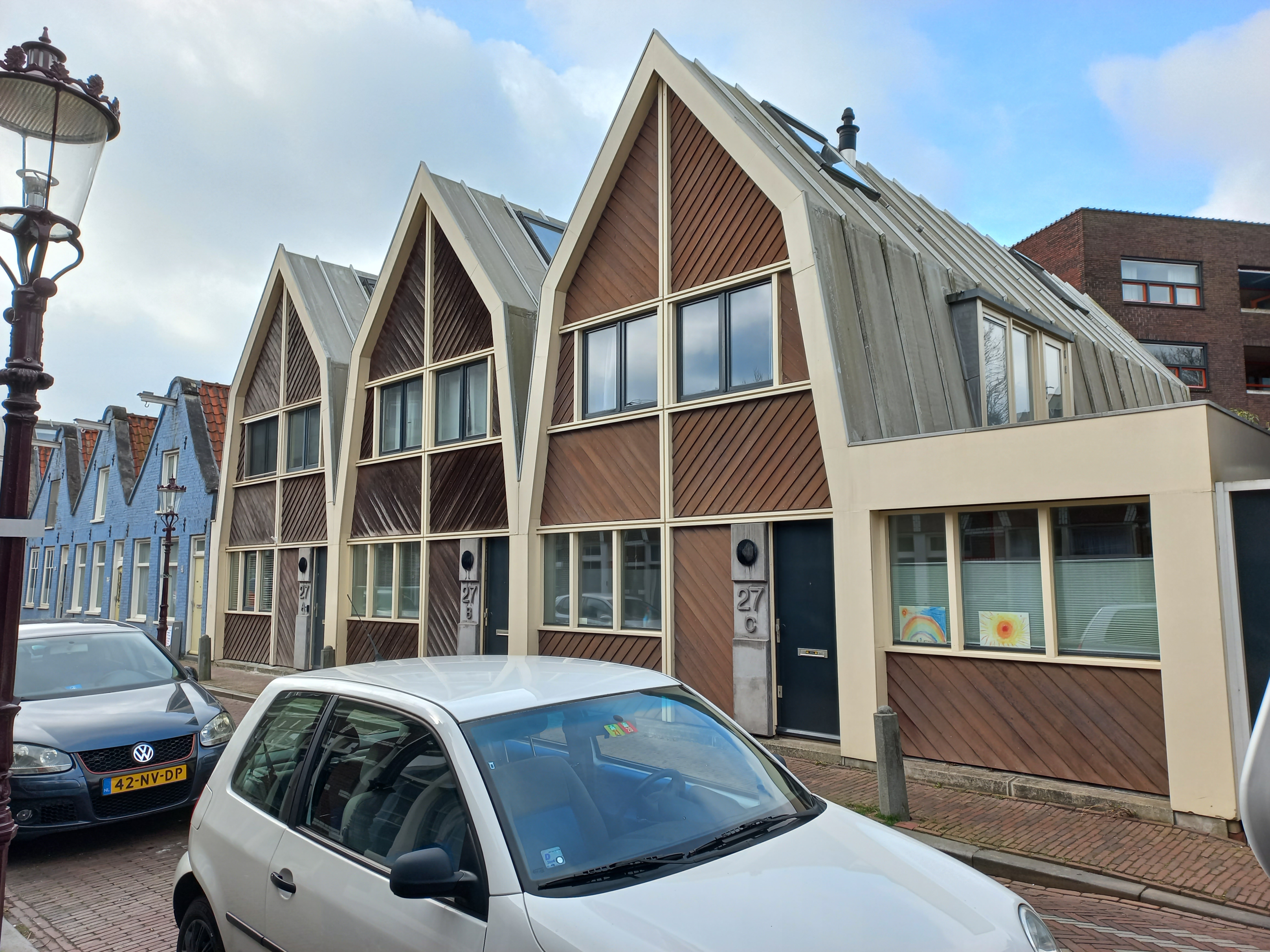
Werk van Marlies Rohmer (maart 2022)
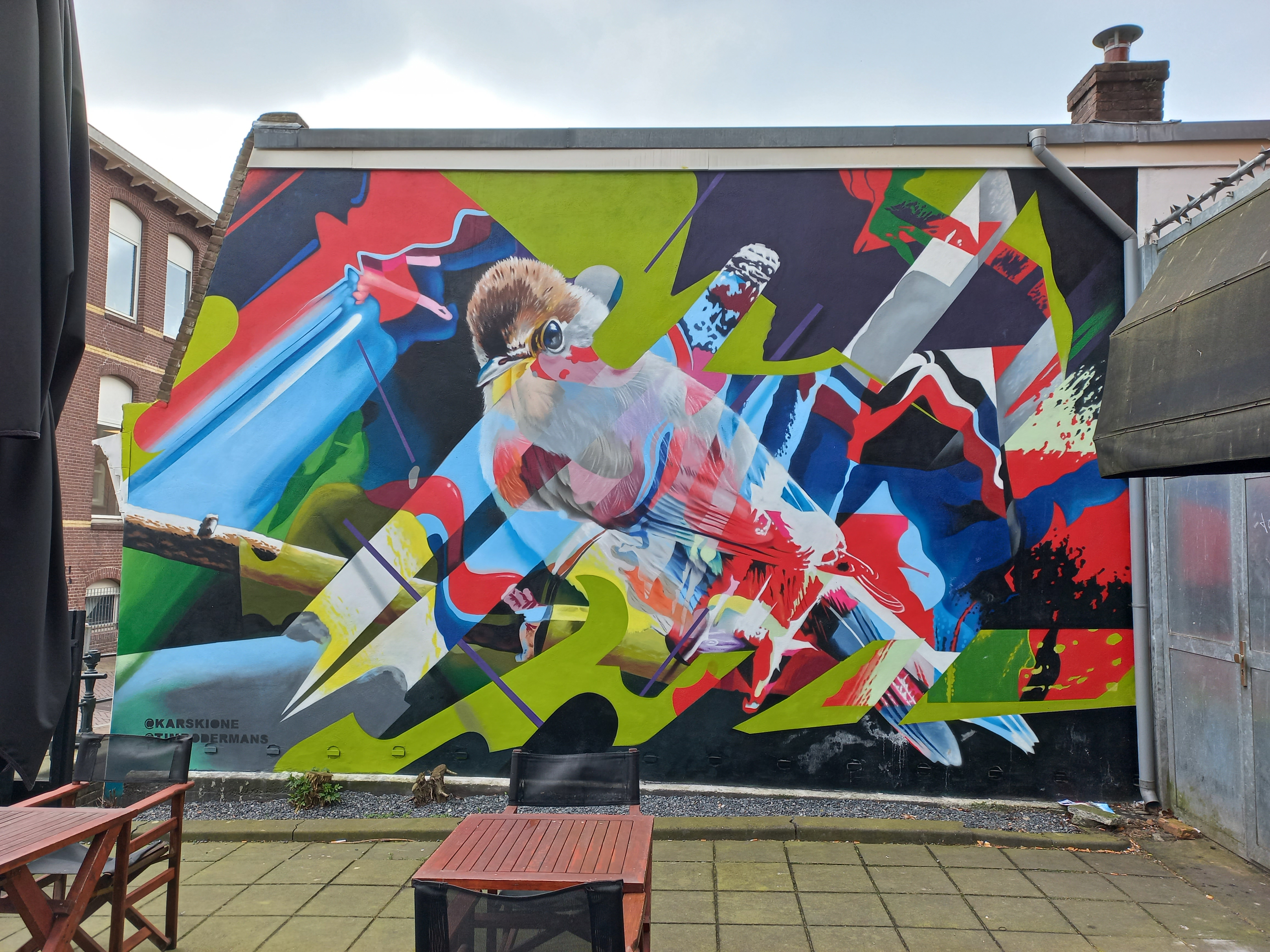
Abstract bird van Rodermans / Valk (maart 2022)